# Giorgio Petrosyan
Gevorg "Giorgio" Petrosyan (arménio:Գեվորգ Պետրոսյան; Yerevan, 10 de dezembro de 1985), é um kickboxer profissional armênio-italiano que residente em Gorizia (Itália). Petrosyan treina no Satori Nemesis Gladiatorium em Goriza. Atualmente é detentor de titulos do K-1 World MAX (2009 e 2010) e campeão na categoria de Peso médio no "WKN Intercontinental Welterweightd Muay Thai champion". Distingue-se pelo seu estilo de luta rigoroso e técnico, e de uma defesa frequentemente descrita como sendo "hermética".

## Biografia
De nome Gevorg Petrosyan Giorgio nasceu em Yerevan, na Arménia, começou a treinar Muay Thai quando tinha 14 anos de idade, quando se mudou para a Itália. O seu primeiro combate decorreu aos 16 anos.

## Títulos
- 2010 K-1 Word Max champion
- 2009 K-1 Word Max champion
- 2007 Janus Fight Night tournament champion.
- 2006 Janus Fight Night tournament champion.
- 2006 KL World title (-67kg)
- 2005 WMC Intercontinental Welterweight Muay Thai champion
- 2005 MTA European champion
- 2004 MTA European champion